# Lembidium nutans
Lembidium nutans là một loài rêu tản trong họ Lepidoziaceae. Loài này được (Hook. f. & Taylor) Mitt. ex A. Evans miêu tả khoa học lần đầu tiên năm 1892.